# Trojansk måne
För andra betydelser, se Troja (olika betydelser).

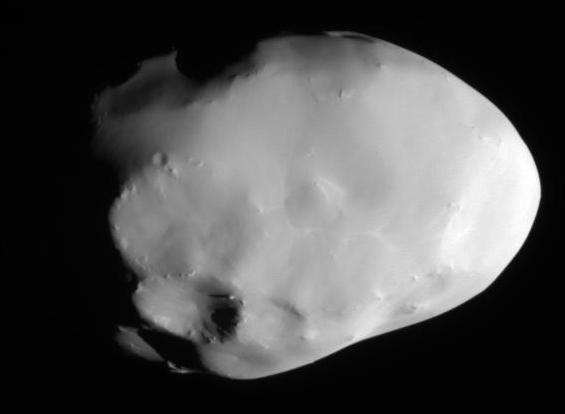
Saturnus måne Telesto fotograferad av Cassini 2005.

En trojansk måne är en måne som ligger i en av Lagrangepunkterna L4 eller L5 till en annan större måne. Typiskt finns trojanska månar i ett område med stabil gravitation antingen framför eller bakom en större måne.
Redan år 1772 räknade Joseph-Louis Lagrange ut att små objekt, såsom asteroider, kan sätta sig stabilt i omloppsbanan av ett större objekt om de finns 60° framför eller 60° bakom omloppsbanans dominerande objekt.

## Saturnus trojanska månar

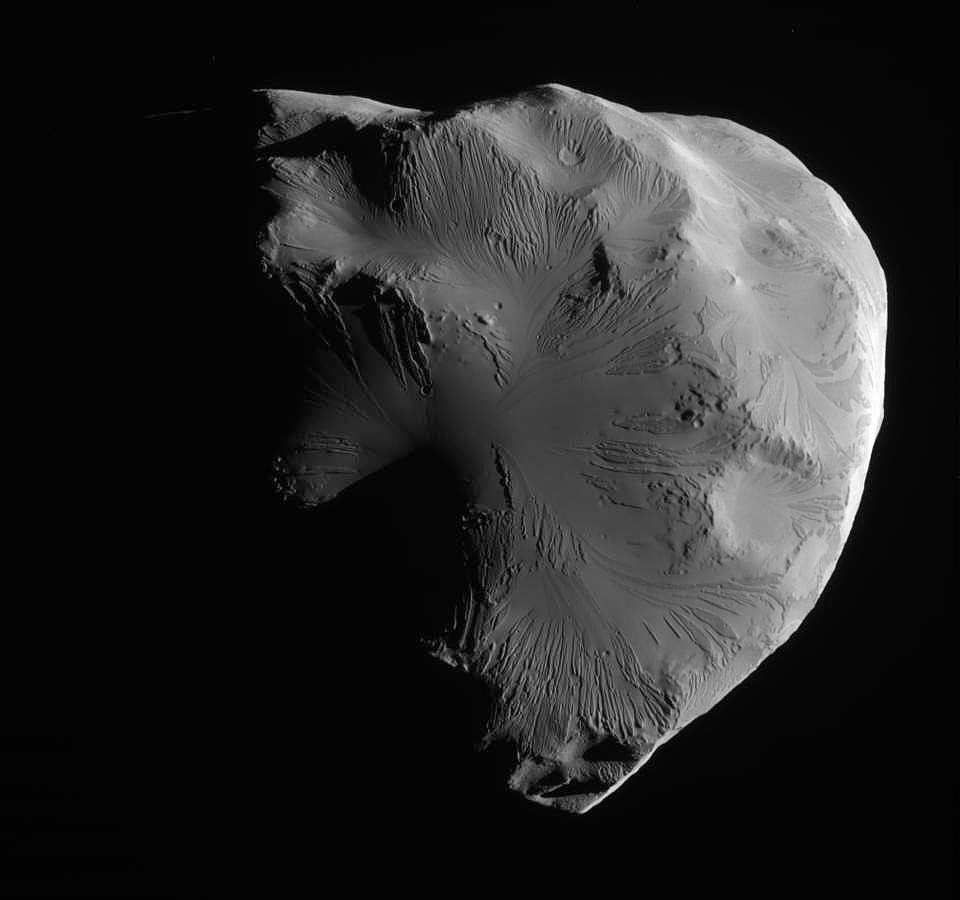
Helene fotograferad av Cassini 2011.

Det finns fyra kända trojanska månar, alla kring Saturnus. Planeten är den enda i solsystemet som bevisligen har trojanska månar. Det finns tre separata grupper av trojanska månar.
- Tethys följs av Telesto (ledande) och Calypso (följande).[4]
- Janus följs av Epimetheus.[5]
- Dione följs av Helene och Polydeuces.[6]

Trojanska månar rör sig i "Grodyngelbanor" kring sin Lagrangepunkt. Omloppsbanor är stabila och månar rör sig på ett sådant synkroniserat sätt att kollisioner inte händer.